# Chet Brandenburg
Pour les articles homonymes, voir Brandenburg (homonymie).
Chet Brandenburg est un acteur du cinéma américain né le 15 octobre 1897 à Peoria (Illinois), aux États-Unis, mort le 17 juillet 1974 à Woodland Hills (Los Angeles), en Californie.

## Filmographie partielle

### Cinéma
- 1928 : Ton cor est à toi (You're Darn Tootin') de Edgar Kennedy
- 1940 : Le Dictateur (The Great Dictator) de Charlie Chaplin
- 1946 : La Ville des sans-loi (Badman's Territory) de Tim Whelan
- 1949 : L'enfer est à lui (White Heat) de Raoul Walsh
- 1950 : Quand la ville dort (The Asphalt Jungle) de John Huston
- 1951 : Le Jour où la Terre s'arrêta (The Day the Earth Stood Still) de Robert Wise
- 1952 : Chantons sous la pluie (Singin' in the Rain) de Stanley Donen et Gene Kelly
- 1953 : La Guerre des mondes (The War of the Worlds) de Byron Haskin
- 1954 : Vingt Mille Lieues sous les mers (20,000 Leagues Under the Sea) de Richard Fleischer
- 1954 : Les Sept Femmes de Barbe-Rousse (Seven Brides for Seven Brothers) de Stanley Donen
- 1956 : Le Tour du monde en quatre-vingts jours (Around the World in 80 Days) de Michael Anderson
- 1960 : Procès de singe (Inherit the Wind) de Stanley Kramer
- 1961 : Jugement à Nuremberg (Judgment at Nuremberg) de Stanley Kramer
- 1962 : L'Homme qui tua Liberty Valance (The Man Who Shot Liberty Valance) de John Ford

### Télévision
- 1960-1963 : La Quatrième Dimension (série télévisée) (The Twilight Zone)